# Йохан Салватор
Йохан Салватор (на немски: Johann Salvator; на италиански: Giovanni Salvatore) е австрийски ерцхерцог и офицер, кандидат за княз на България в периода между абдикацията на Александър Батенберг през 1886 и избирането на Фердинанд Сакскобургготски през 1887 година.

## Биография
Йохан Салватор е син на тосканския херцог Леополд II и Мария Антония (дъщеря на сицилианския крал Франц I). Принуден е да напусне родната си Флоренция в ранна възраст поради анексирането на Тосканското херцогство от Пиемонт през 1861 година. Заедно със семейството си се премества да живее в двора на австрийския император във Виена.
Още 12-годишен, през 1865 година, е назначен за младши офицер в австрийската армия. За по-малко от 10 години е издигнат до чин подполковник. През 1878 г. взема участие в окупирането на Босна и Херцеговина като генерал-майор и командир на пехотна бригада.
След избухването на „Българската криза“ през 1886 г. ерцхерцог Йохан Салватор е един от претендентите за българската корона. Тези му претенции водят до влошаване на отношенията му с австро-унгарското правителство и царствените му роднини, вече обтегнати заради критиките на Салватор към армейското ръководство и политиката на външния министър Густав Калноки. До окончателен разрив с император Франц Йосиф се стига заради любовна връзка на Салватор с балетистка.
През 1887 г. Салватор се оттегля от армията, а две години по-късно емигрира в Швейцария, отказва се от титлата си и приема името Йохан Орт (на немски: Orth, по названието на замъка си в Горна Австрия). Изчезва безследно през 1890 при плаване към Валпараисо. Смъртта му е потвърдена официално 21 години по-късно, въпреки слуховете, че е инсценирал корабокрушението.